# Шевчук Денис Віталійович
Денис Віталійович Шевчук (нар. 23 січня 1992, Тальне, Україна) — український і російський футболіст, нападник.

## Життєпис
Вихованець донецького футболу. На аматорському рівні у 2010 році виступав за місцевий «Олімпік-УОР». Того ж року й дебютував на професіональному рівні, підписавши контракт з першоліговим «Феніксом-Іллічовцем». 2011 рік розпочав у друголіговій чернігівській «Десні», а завершив — у хмельницькому «Динамо». У 2012 перейшов до «Макіїввугілля», а в 2013 році повернувся до рідного «Шахтаря», проте виступав виключно за третю команду (3 матчі). Того ж року повернувся до «Макіїввугілля».
У 2015 році виїхав на окупований росіянами Кримський півострів, де отримав російське громадянство і підписав контракт з фейковим севастопольським СКЧФ, в якому в 5-ти матчах відзначився 4-ма голами. Того ж року став гравцем ялтинського «Рубіну» (12 матчів, 9 голів). У 2016 році повернувся до «Севастополя» (2 матчі).
У 2017 році підписав контракт з клубом другого дивізіону чемпіонату Росії «Балтика» (Калінінград). Дебютував у РФНЛ 24 вересня 2017 року в переможному (2:1) виїзному поєдинку проти «Томі», де відзначився переможним для калінінградців голом, 24 вересня 2017 року у ворота «Томі». Загалом провів 13 матчів та забив 3 голи, але у більшості з матчів виходив на заміни. Потім якийсь час грав у аматорських змаганнях за московський «Арарат».
Влітку 2019 року перейшов до єреванського «Арарату». Дебютний матч у чемпіонаті Вірменії зіграв 31 серпня 2019 проти «Гандзасара», замінивши на 80-й хвилині бразильця Веслена Жуніора. Ця гра так і залишилася для нього єдиною у складі «Арарату», і в грудні 2019 року гравець залишив клуб.
Завершував кар'єру в окупованому Криму, де грав за місцеві клубу «Океан» (Керч), «ТСК-Таврія» та «Гвардієць».